# التربية القائمة على المهارات الحياتية
التربية القائمة على المهارات الحياتية (LSBE) هي شكل من أشكال التربية التي تركز على تنمية المهارات الحياتية الشخصية مثل التأمل الذاتي، التفكير النقدي، حل المشكلات ومهارات التعامل مع الآخرين.
في سنة 1986 اعتبر ميثاق أوتاوا لتعزيز الصحة المهارات الحياتية كأحد الاختيارات الصحية. كما قامت اتفاقية حقوق الطفل سنة 1989 بربط المهارات الحياتية بالتربية من خلال القول بأن التربية يجب أن توجه مباشرة نحو تنمية الإمكانات القصوى للطفل. وقد أخد إعلان جومتين حول التربية للجميع سنة 1990 هذه الرؤية إلى حد أبعد حيث صنف المهارات الحياتية كأدوات تعلم أساسية من أجل البقاء، تطوير القدرات وجودة الحياة. في نفس السياق، تبنى مؤتمر دكار العالمي للتربية سنة 2000 موقفا مفاده أن جميع الشباب والبالغين يمتلكون الحق الإنساني في الاستفادة من «تربية تتضمن تعلم المعرفة، المهارة، العيش المشترك، والكون»، كما أدرج المهارات الحياتية ضمن هدفين للتربية للجميع من أصل ستة أهداف.
تعتبر التربية القائمة على المهارات الحياتية الآن منهجية لمعالجة مجموعة متنوعة من القضايا المرتبطة بتنمية الأطفال والشباب، الشيء الذي تم التعبير عنه في مجموعة من المحطات كالجمعية العامة للأمم المتحدة حول الإيدز (2001)، الجمعية العامة للأمم المتحدة حول الطفل (2002)، تقرير الشباب العالمي (2003)، البرنامج العالمي للتثقيف في مجال حقوق الإنسان (2004)، عقد الأمم المتحدة للتربية من أجل التنمية المستدامة (2005)، دراسة الأمين العامة للأمم المتحدة حول العنف ضد الأطفال (2006)، اللجنة الحادية والخمسون حول وضعية المرأة (2007)، وتقرير التنمية العالمي (2007).